# Kuna (Idaho)
Kuna – miasto w Stanach Zjednoczonych, w stanie Idaho, w hrabstwie Ada.